# سان-فرانسوا (غوادلوب)
سان-فرانسوا (بالفرنسية: Saint-François)‏ هي بلدية فرنسية يسكنها 14953 نسمة (حسب إحصاء 1 يناير 2011)، وهي تقع في إقليم جوادلوب في جزر الأنتيل الصغرى.

## معرض صور

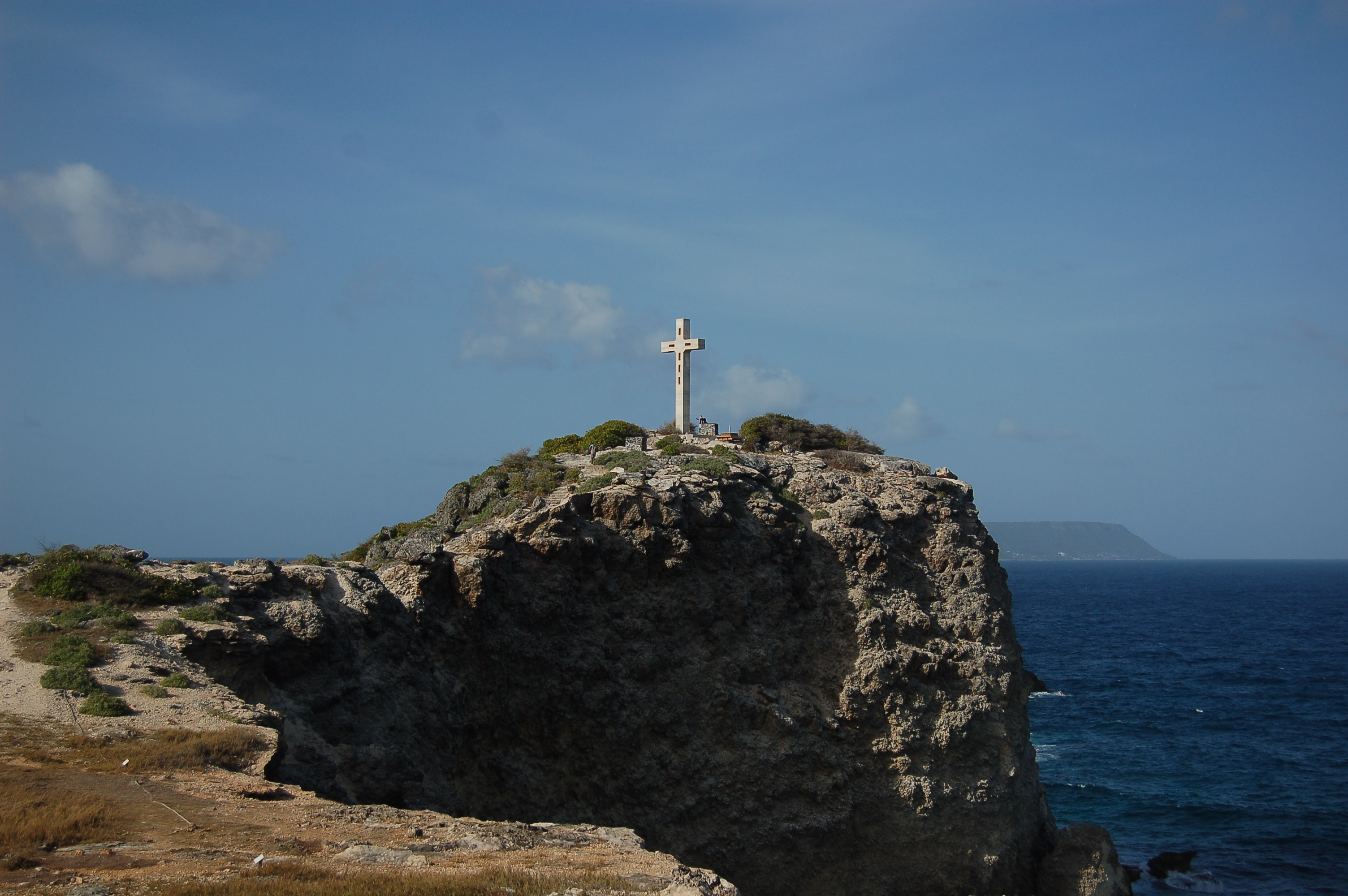
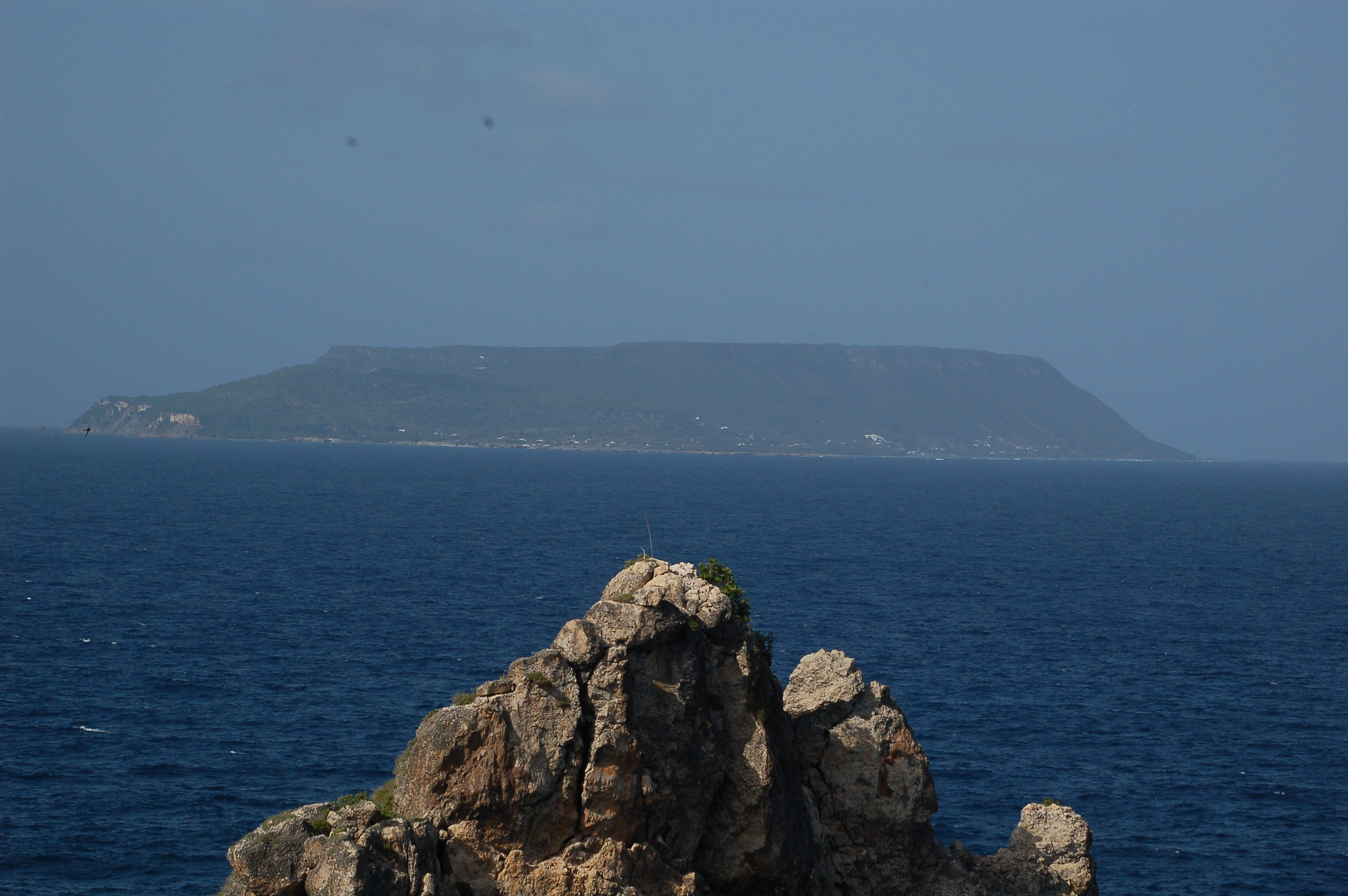
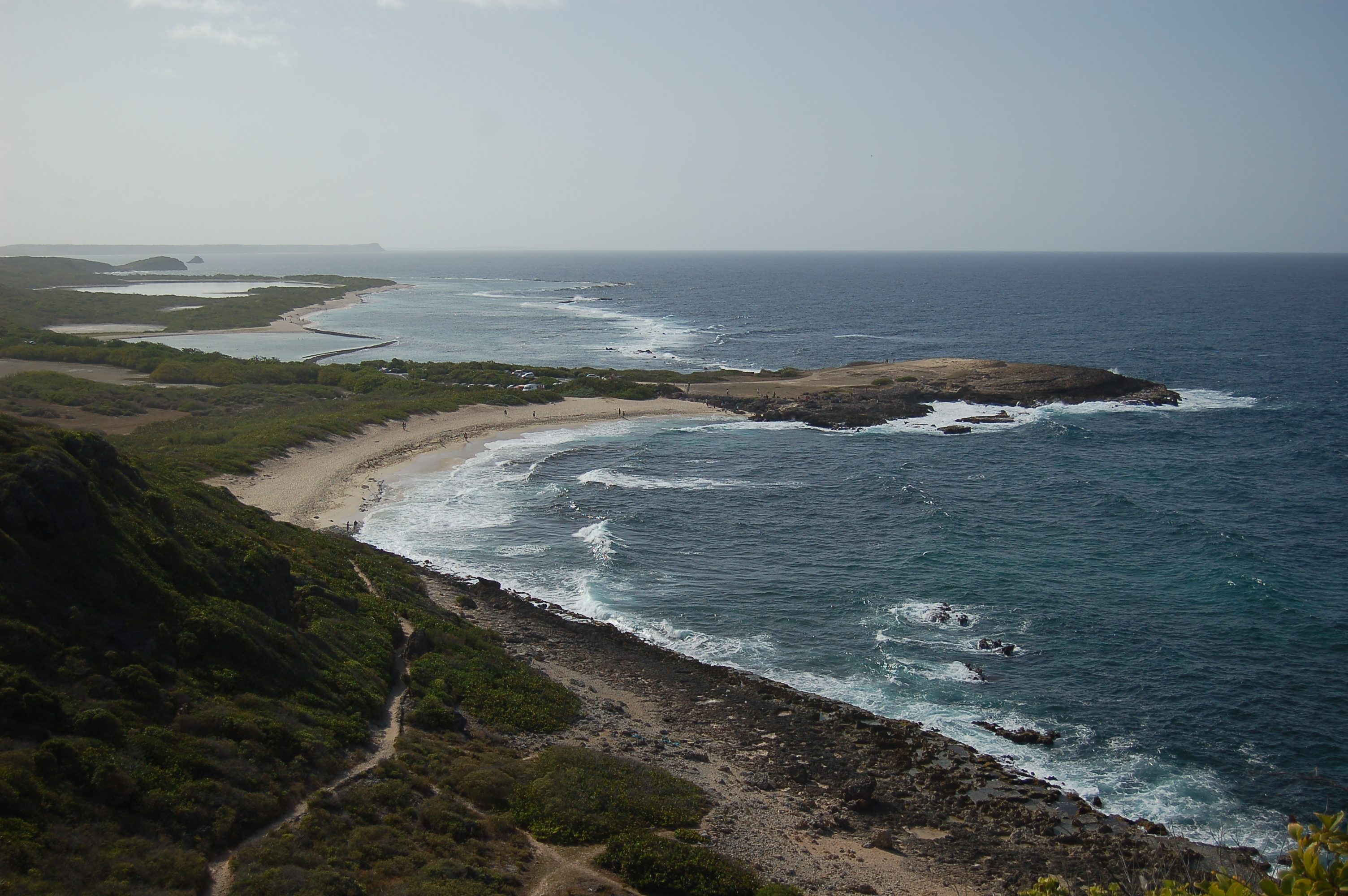
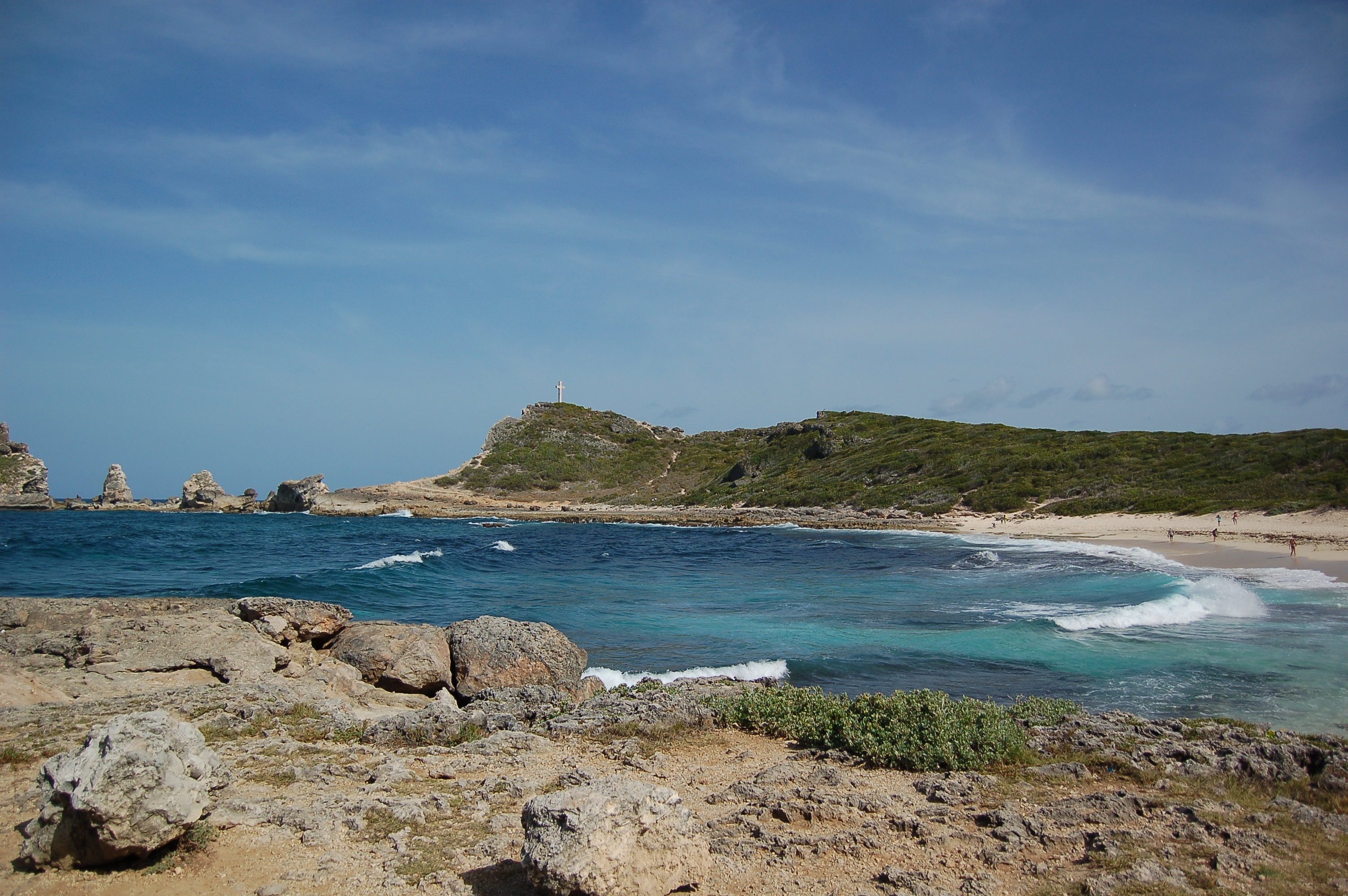
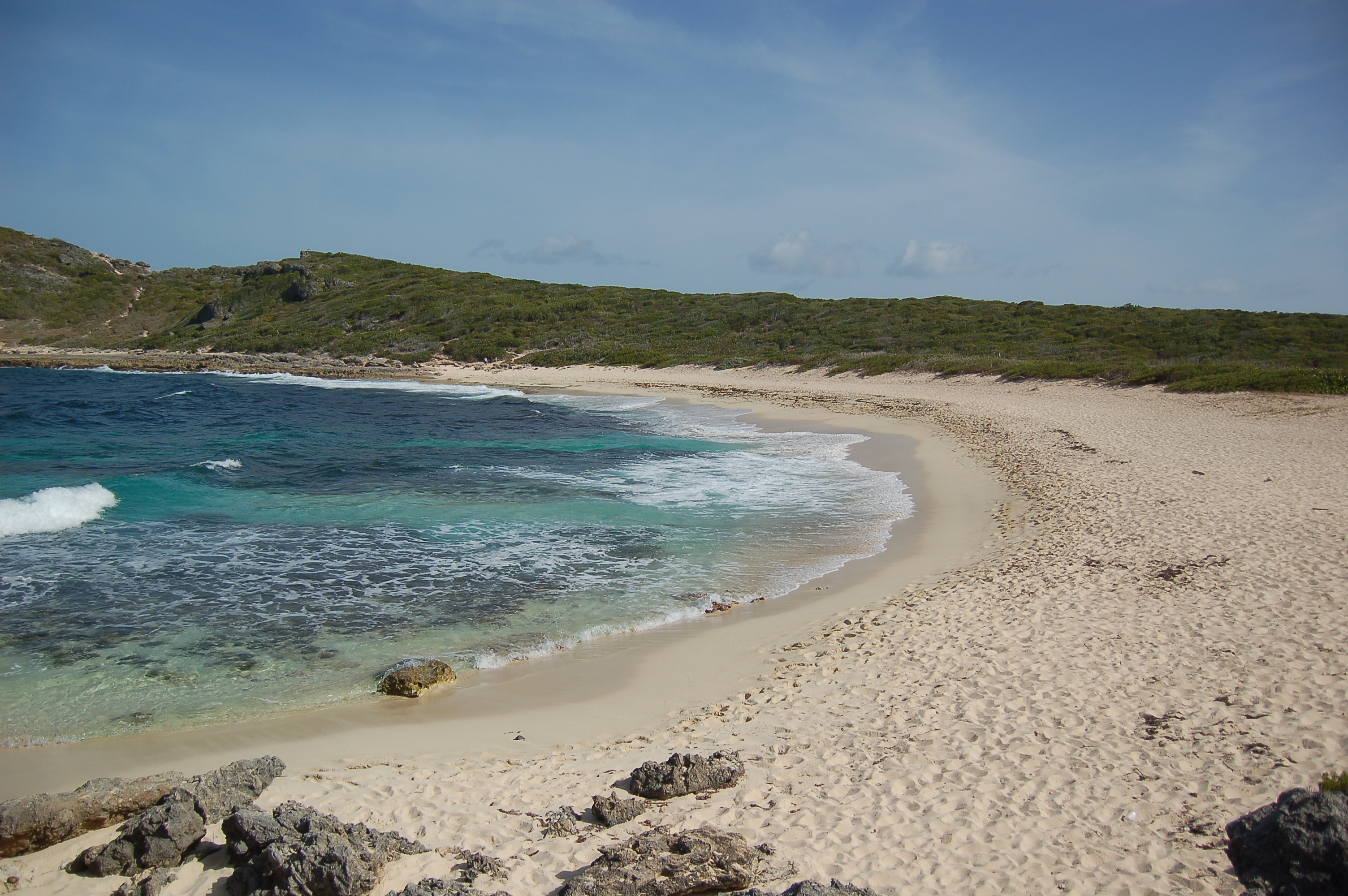
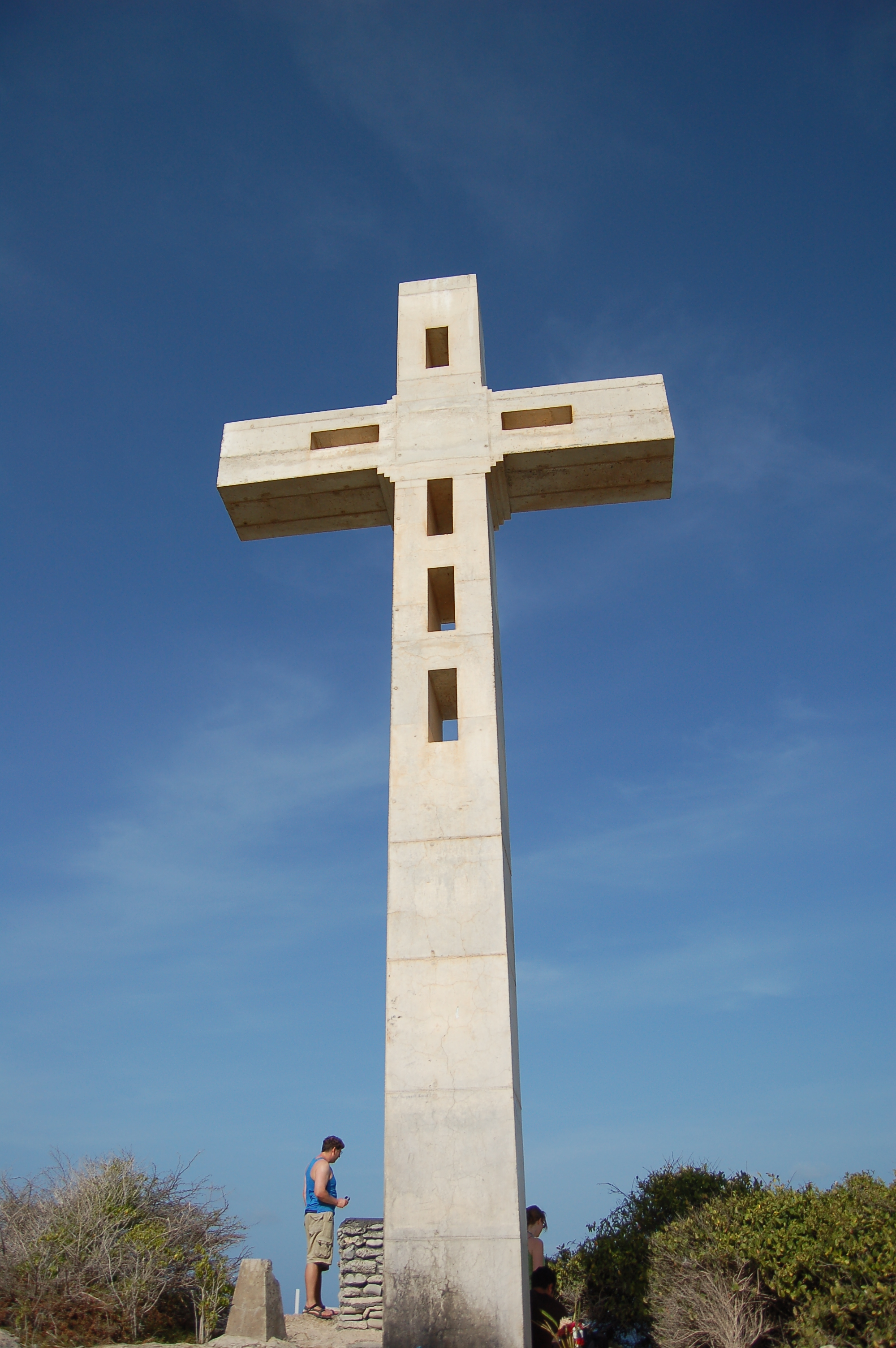